# Hallasjön, Blekinge
Hallasjön är i huvudsak en våtmark genomfluten av Lyckebyån, tidigare sjö i Karlskrona kommun i Blekinge och ingår i Lyckebyåns huvudavrinningsområde. Sjön har en area på 0,23 kvadratkilometer och ligger 102,7 meter över havet. Sjön avvattnas av vattendraget Lyckebyån. Vid provfiske 1984 fångades abborre i sjön.

## Delavrinningsområde
Hallasjön ingår i det delavrinningsområde (625247-149213) som SMHI kallar för Utloppet av Hallasjön. Medelhöjden är 108 meter över havet och ytan är 15,13 kvadratkilometer. Räknas de 35 avrinningsområdena uppströms in blir den ackumulerade arean 658,97 kvadratkilometer. Avrinningsområdets utflöde Lyckebyån mynnar i havet. Avrinningsområdet består mestadels av skog (67 procent), öppen mark (18 procent) och jordbruk (10 procent). Avrinningsområdet har 0,19 kvadratkilometer vattenytor vilket ger det en sjöprocent på 1,2 procent.